# كاوري شيميزو
كاوري شيميزو (清水香里 شيميزو كاوري) هي ممثلة يابانية ولدت في 21 مايو 1983 في طوكيو.

## أدوارها في الأنمي

### مسلسلات أنمي تلفزيونية
- معرض الفن المزيف - إليزابيث
- النجم المحظوظ - هيوري تامورا
- سيريال إكسبيريمنتس لاين - لاين إيواكورا
- إينوياشا - يوكا، أسكا
- إينوياشا فصل الخاتمة - يوكا، أسكا
- فروتس باسكت - موتوكو ميناغاوا
- الحماة الأبطال - ريم
- راية النجوم - إيكريا ويم-تليزر نور
- راية النجوم II - إيكريا ويم-تليزر نور
- سكول رمبل - أكيرا تاكانو
- سكول رمبل:الفصل الدراسي الثاني - أكيرا تاكانو
- لجنة طلبة الإمتياز - كوون غينغا
- موشيشي - ميتشيهي (من طرف البحر)
- سبايدر رايدرز - الأميرة سباركل
- هيرويك إيج - أنيشا
- آيدولماستر زينوغلوسيا - تشيهايا كيساراغي
- هايسكول اوف ذا ديد - توشيمي
- ستراتوس 4 - شيزوها دوي
- Special A - سوي تاكيشيما
- بوغيبوب فانتوم - توكا مياشيتا، بوغيبوب
- غنشيكن - كيكو ساساهارا

### أوفا أنمي
- سكول رمبل:حصص إضافية - أكيرا تاكانو
- سكول رمبل:الفصل الدراسي الثالث - أكيرا تاكانو
- راية النجوم III - إيكريا ويم-تليزر نور
- مونتو - إتشيكو أونو

### أفلام أنمي
- إينوياشا: قلعة الخيال داخل المرآة - يوكا
- إينوياشا: سيف السيطرة على العالم - يوكا
- إينوياشا: جزيرة هوراي القرمزية - شيون

## أدوارها في ألعاب الفيديو
- تيلز أوف هارتس - ريتشيا سبودون
- سلسلة ألعاب سوبر روبوت وورز - لاميا لافليس

## وصلات خارجية
- كاوري شيميزو على موقع IMDb (الإنجليزية)
- كاوري شيميزو على موقع ألو سيني (الفرنسية)
- كاوري شيميزو على موقع ميوزك برينز (الإنجليزية)
- كاوري شيميزو على موقع قاعدة بيانات الفيلم (الإنجليزية)
- كاوري شيميزو على موقع كينوبويسك (الروسية)
- كاوري شيميزو على موقع ANN person (الإنجليزية)